# Kanton Jarny
Kanton Jarny (fr. Canton de Jarny) je francouzský kanton v departementu Meurthe-et-Moselle v regionu Grand Est. Tvoří ho 34 obcí. Zřízen byl v roce 2015.

## Obce kantonu
| - Allamont - Auboué - Batilly - Boncourt - Brainville - Bruville - Chambley-Bussières - Conflans-en-Jarnisy - Dampvitoux - Doncourt-lès-Conflans - Friauville - Giraumont - Hagéville - Hannonville-Suzémont - Hatrize - Homécourt - Jarny | - Jeandelize - Jouaville - Labry - Mars-la-Tour - Moineville - Moutiers - Olley - Puxe - Puxieux - Saint-Ail - Saint-Julien-lès-Gorze - Saint-Marcel - Sponville - Tronville - Valleroy - Ville-sur-Yron - Xonville |